# シュメログラム
シュメログラムとは、アッカド語やエブラ語、ヒッタイト語などのシュメール語以外の言語において、シュメール語の楔形文字を、表意文字や表語文字として用いることを指す。シュメログラムには、程度は違えど、元々のシュメール語の楔形文字体系をシュメール語以外の言語にそれぞれ適応させているという特徴がある。このシュメログラムの使用の頻度や程度は時代や文体、ジャンルによって異なる。また、シュメログラムと同様に、アッカド語以外の言語においてアッカド語の単語を表語文字的に用いる場合は、アッカドグラムと呼ばれる。
基本的にシュメログラムはラテン文字の大文字で翻字される。多くの楔形文字は複数のシュメール語の読みを持っていた。そのため、シュメログラムを用いた文書の書記と読み手は必ずしもシュメール語について明るかったとは限らず、シュメログラムはそのテキストの言語で意図する単語に発音を置き換えるための表意文字や表語文字として機能していた。

## 翻字と例
現在のアッシリア学の慣習では、楔形文字のこのような用法はシュメール語の発音に基づいて、ラテン文字の大文字でかつピリオドで文字を区切って翻字される。限定符は上付き文字で書かれる。
アッカド語のテキストにおいて、𒂍 (É) は「家」(アッカド語の読みは bītum) を表す。また、𒂍𒃲 (É.GAL) は「王宮」(アッカド語の読みは ekallum) を表す。このようにシュメログラムは複数の楔形文字で一つの語になることもある。
次の例は標準バビロニア語で書かれた『ギルガメシュ叙事詩』の中の一文である。１行目は楔形文字の翻字、２行目はアッカド語読み、３行目は日本語訳である。
　　　šu-li-ma NUMUN nap-šá-a-ti ka-la-ma a-na lìb-bi gišMÁ
　　　šulīma zēr napšāti kalāma ana libbi eleppi
　　　「全ての命の種を船の上に上がらせよ」
この例では NUMUN 「種」と MÁ 「船」がシュメログラムとして用いられている。